# 관봉초등학교
관봉초등학교는 대한민국 경상남도 진주시에 있는 공립 초등학교이다.

## 학교 연혁
- 1934. 04. 30. 설립인가
- 1934. 05. 01. 정촌공립보통학교 부설 개양간이학교로 개교
- 1944. 05. 01. 정촌공립국민학교 관봉분교장으로 승격
- 1947. 03. 01. 관봉국민학교로 승격
- 1985. 09. 02. 병설유치원 개원
- 1996. 03. 01. 관봉초등학교로 교명 개칭
- 2002. 02. 28. 별관 개축 및 본관 교실·골마루 바닥 교체
- 2013. 03. 01. 제21대 김병철 교장 부임
- 2015. 02. 16. 제66회 졸업장 수여식 - 남5명, 여5명, 계10명(총 졸업생수2,765명)

## 참고 자료
- 관봉초등학교 - 한국교육학술정보원 학교알리미